# Come fa bene l'amore
Come fa bene l'amore è il venticinquesimo album pubblicato nel 2000 da Gianni Morandi.
Tra questi brani comprende "Innamorato", arrivato terzo al Festival di Sanremo e "La storia mia con te", canzone resa celebre per la sigla della fortunata Soap opera CentoVetrine oltre a Come fa bene l' amore .

## Tracce
1. Innamorato – 4:11 (Adelio Cogliati, Eros Ramazzotti, Claudio Guidetti)
2. Così vanno le cose (feat. Eros Ramazzotti) – 3:56 (Guido Morra/Eros Ramazzotti, Claudio Guidetti e Maurizio Fabrizio)
3. La storia mia con te – 4:33 (Alberto Salerno/Claudio Guidetti, Eros Ramazzotti)
4. Frasi d'amore (Jovanotti) – 4:06 (Jovanotti, Adelio Cogliati, Eros Ramazzotti, Claudio Guidetti, Maurizio Fabrizio)
5. La mia vita va – 4:08 (Eros Ramazzotti, Adelio Cogliati, Claudio Guidetti)
6. Un abbraccio fortissimo – 4:41 (Adelio Cogliati e Claudio Guidetti)
7. Come fa bene l'amore – 4:49 (Eros Ramazzotti, Giuseppe Cavani, Luca Cioni)
8. Sai che succede – 4:38 (Eros Ramazzotti, Giuseppe Cavani, Luca Cioni)
9. Non lasciarmi – 4:40 (Adelio Cogliati, Eros Ramazzotti, Giuseppe Cavani, Luca Cioni)
10. Bella giornata – 4:53 (Adelio Cogliati, Eros Ramazzotti, Giuseppe Cavani)
11. Non ti dimenticherò (feat. Alexia) – 5:01 (Alexia, Eros Ramazzotti, Adelio Cogliati e Vladimiro Tosetto)

## Formazione
- Gianni Morandi - voce, cori
- Claudio Guidetti - chitarra acustica, cori, chitarra elettrica, pianoforte, tastiera, Fender Rhodes
- Celso Valli - pianoforte, programmazione, Fender Rhodes, batteria elettronica, percussioni, tastiera, sintetizzatore
- Eros Ramazzotti - chitarra acustica, cori, chitarra elettrica
- Phil Palmer - chitarra acustica, chitarra elettrica
- Paolo Gianolio - chitarra acustica, cori, chitarra elettrica
- Neil Stubenhaus - basso
- Marco Formentini - chitarra acustica
- Luca Bignardi - percussioni, programmazione, batteria elettronica
- Cesare Chiodo - basso
- Alfredo Golino - batteria, percussioni
- Paolo Costa - basso
- Luca Scarpa - pianoforte, organo Hammond
- Michael Landau - chitarra
- Vinnie Colaiuta - batteria
- Gavyn Wright - violino
- Marco Tamburini - tromba
- Emanuela Cortesi, Adelio Cogliati, Luca Jurman, Franco Sessa, Giulia Fasolino, Silvio Pozzoli - cori